# Triethanolaminborat
Triethanolaminborat ist eine chemische Verbindung des Bors aus der Gruppe der Borate.

## Gewinnung und Darstellung
Triethanolaminborat kann durch Reaktion von einer wässrigen Lösung von gleichen Teilen von Borsäure und Triethanolamin gewonnen werden.

## Eigenschaften
Triethanolaminborat ist ein weißer geruchloser Feststoff, der löslich in Wasser ist. Er besitzt eine orthorhombische Kristallstruktur.

## Verwendung
Triethanolaminborat kann als Puffersubstanz und als oberflächenaktive Substanz verwendet werden. Die Verbindung wird auch in Farbteststreifen für die Urinanalyse, als Reagenz zur Monoalkylierung von Ketonen und Härter für Epoxidharze eingesetzt werden.